# Heinrich von Ledebur
Heinrich Karl Ernst Emil Leopold Freiherr von Ledebur (* 8. Januar 1832 in Berlin; † 11. September 1912 in Charlottenburg) war ein preußischer Generalleutnant.

## Leben

### Herkunft
Heinrich war ein Sohn des Historikers Leopold von Ledebur (1799–1877) und dessen Ehefrau Emilie, geborene von Pritzelwitz (1806–1881).

### Militärkarriere
Nach seiner Erziehung im elterlichen Hause und dem Besuch des Friedrich-Wilhelms-Gymnasium in Berlin trat Ledebur am 1. Oktober 1849 als Fahnenjunker in das 2. Garde-Regiment zu Fuß der Preußischen Armee ein. Bis Ende Mai 1859 avancierte er zum Premierleutnant und wurde zum 1. Juli 1860 in das 2. kombinierte Garde-Infanterie-Regiment versetzt, aus dem kurz darauf das 4. Garde-Regiment zu Fuß hervorging. Dort stieg Ledebur Mitte Oktober 1862 zum Hauptmann und Kompaniechef auf. 1864 führte er die 7. Kompanie während des Krieges gegen Dänemark im Gefecht und bei der Beschießung von Fredericia sowie der Belagerung und Erstürmung der Düppeler Schanzen. Im August/September 1864 war Ledebur beim Ersatz-Bataillon tätig und erhielt für sein Verhalten während des Krieges den Roten Adlerorden IV. Klasse mit Schwertern. Auch während des Deutschen Krieges gehörte er vom 9. Mai bis zum 24. September 1866 dem Ersatz-Bataillon an, ohne an Kampfhandlungen teilzunehmen.
Mit Beginn des Krieges gegen Frankreich war Ledebur zunächst Kompanieführer beim II. Bataillon des 2. Garde-Landwehr-Regiments während der Belagerung von Straßburg. Anschließend wurde er Mitte Oktober 1870 Führer des Füsilier-Bataillons des mobilen Regiments vor Paris und führte ab Anfang Oktober 1870 das II. Bataillon u. a. im Vorpostengefecht von Stains sowie am 21. Dezember 1870 bei Le Bourget. Ausgezeichnet mit dem Eisernen Kreuz II. Klasse wurde Ledebur nach dem Vorfrieden von Versailles am 29. März 1871 als Stabsoffizier in das Regiment einrangiert und am 11. Februar 1875 unter Stellung à la suite zum Kommandeur der Unteroffizierschule Potsdam ernannt. Nach der Beförderung zum Oberstleutnant wurde Ledebur am 29. Mai 1878 Kommandeur des Füsilier-Bataillons in Rudolstadt, bevor man ihn am 13. Mai 1880 mit der Führung des 1. Thüringischen Infanterie-Regiments Nr. 31 in Altona beauftragte. Am 12. Juni 1880 folgte seine Ernennung zum Regimentskommandeur sowie am 18. September 1880 die Beförderung zum Oberst. Daran schloss sich am 25. Februar 1886 eine Verwendung als Generalmajor und Kommandeur der 17. Infanterie-Brigade in Glogau an. In dieser Stellung erhielt Ledebur anlässlich des Ordensfestes im Januar 1888 den Roten Adlerorden II. Klasse mit Eichenlaub und Schwertern am Ringe, bevor er am 14. Februar unter Verleihung des Charakters als Generalleutnant mit der gesetzlichen Pension zur Disposition gestellt wurde.

### Familie
Ledebur hatte sich am 4. April 1865 in Ostrichen mit Frieda von Gersdorff (1838–1931) verheiratet. Aus der Ehe gingen folgende Kinder hervor:
- Augusta (* 1866)
- Leopold (1868–1951), General der Infanterie
- Karl (* 1869), preußischer Hauptmann a. D., Plantagenbesitzer in Deutsch-Ostafrika